# Вовкула Марія Михайлівна
Вовкула Марія Михайлівна —  спадкова ткаля. Народилася 29 жовтня 1941 року на Івано-Франківщині в селі Стопчатів.

## Сім'я
Має двох синів, доньку і онуків. Донька Валентина Ткач продовжує родинну справу ткачів

## Творчість
З 16 років Марія Вовкула створює килими у традиційній для України техніці ткацтва — «лічильній». Займається ткацтвом більше 60 років. Після школи стала за верстат на Косівській килимарській фабриці ім. Т.Шевченка. Далі професійну діяльність продовжила на ткацькій фабриці у Богуславі. А зараз створює килими самотужки.

## Виставкова діяльність
Свої роботи майстриня презентує в Національному музеї українського народного декоративного мистецтва
Учасниця виставки break-fast «Поцілунок сонця», інших заходів.